# Herman Deutmann
Hermanus Franciscus Johannes Maria Deutmann (Zwolle, 8. června 1870 - Haag, 25. prosince 1926) byl nizozemský dvorní fotograf.

## Život a dílo
Deutmann byl synem fotografa Franze Wilhelma Heinricha (Franse) Deutmanna (1840-1906) a Theresie Jacoby Francisky Korsové. Byl mladším bratrem malíře Franze Deutmanna.
Deutmann původně pracoval pro svého otce ve městě Zwolle. V roce 1895 se oženil s Aleidou Mathildou Boerboom (1864-1929). Pár se usadil v Haagu, kde si otevřel studio na 55 Zeestraat. Před padesáti lety byl jeho dědeček Franz Wilhelm Deutmann jedním z prvních fotografů v Haagu. Deutmann se soustředil na portrétní fotografii, byl známý uměleckými portréty které vytvořil mimo jiné státníkům a členům královské rodiny. Fotografoval také inauguraci královny Wilhelminy (1898), svatbu královny s Hendrikem z Mecklenburg-Schwerinu (1901) a otevření Mírového paláce (1913). V jeho ateliéru pracoval nějakou dobu jako asistent Franz Ziegler.
Deutmann byl společně s Adolphe Zimmermansa Christiaanem Maria Dewaldem byl jedním ze zakladatelů společnosti Nederlandse Fotografen Kunstkring (1902), u které byl deset let tajemníkem. Zemřel ve věku 56 let a byl pohřben v Oud Eik en Duinen. Jeho studio převzal Ziegler.

## Galerie

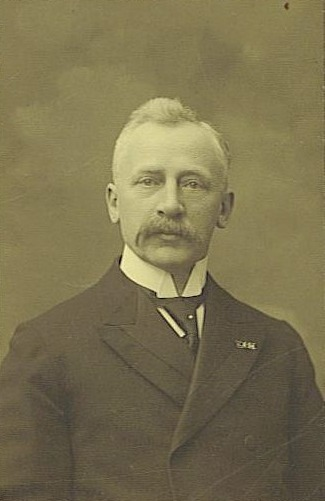
Rienk van Veen
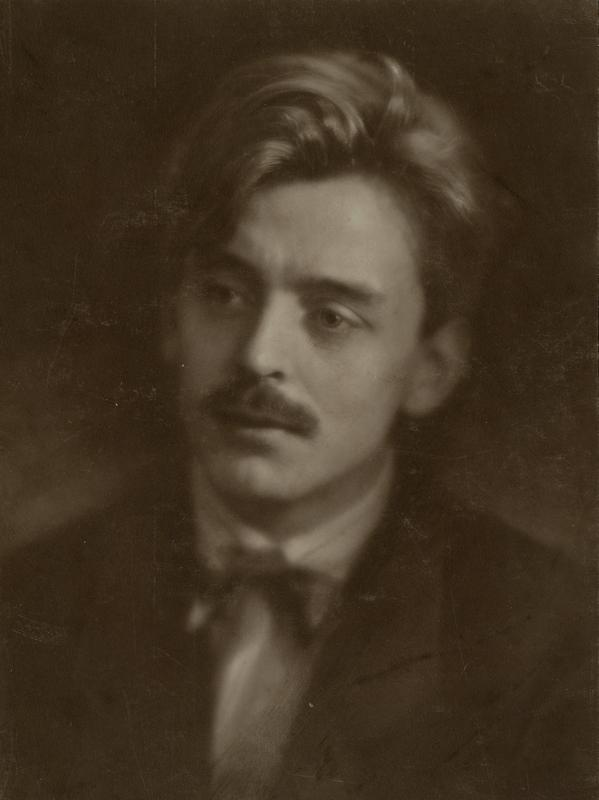
Franz Ziegler
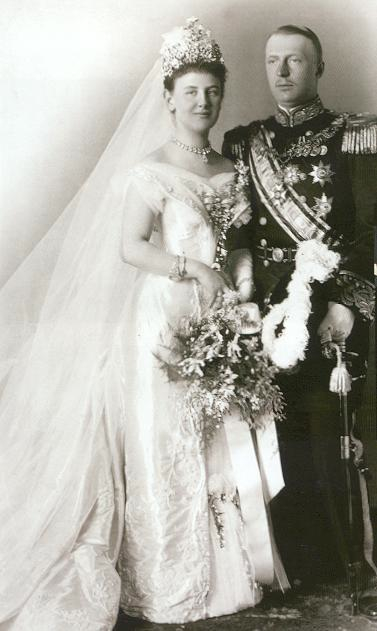
Svatební fotografie Wilhelminy a Hendrika
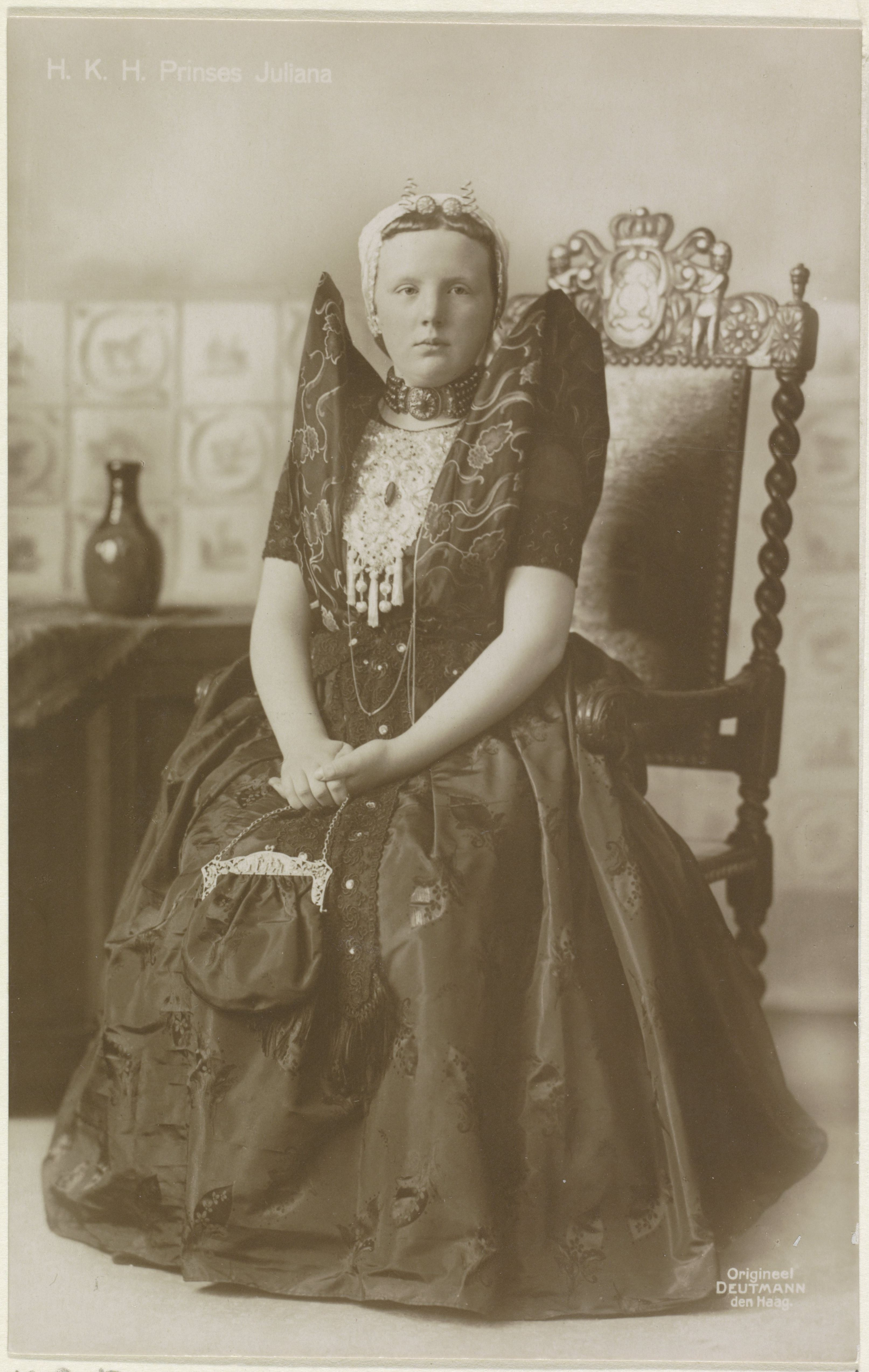
Princezna Juliana, 1922
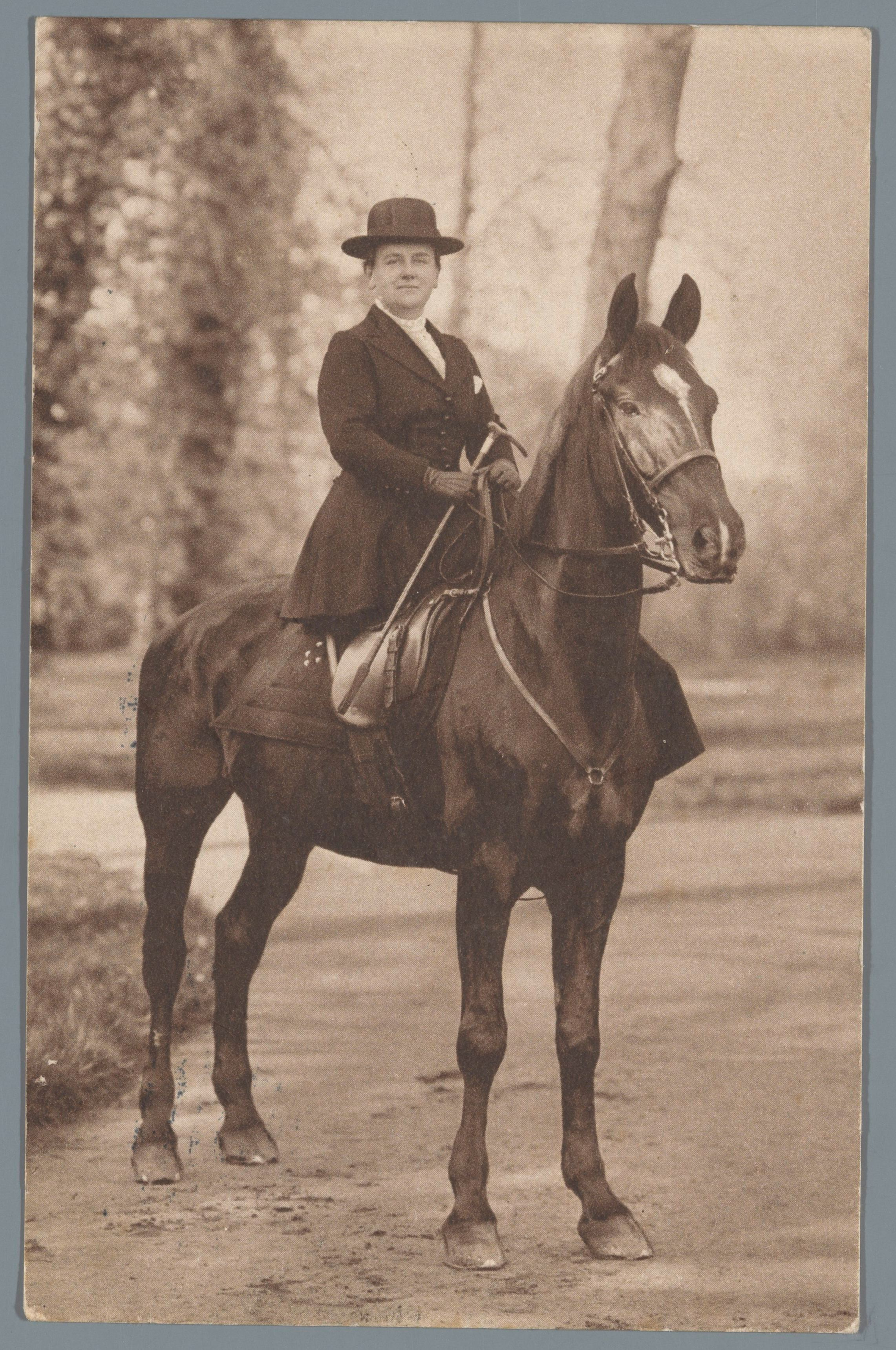
Pohlednice s královnou Wilhelminou na koni
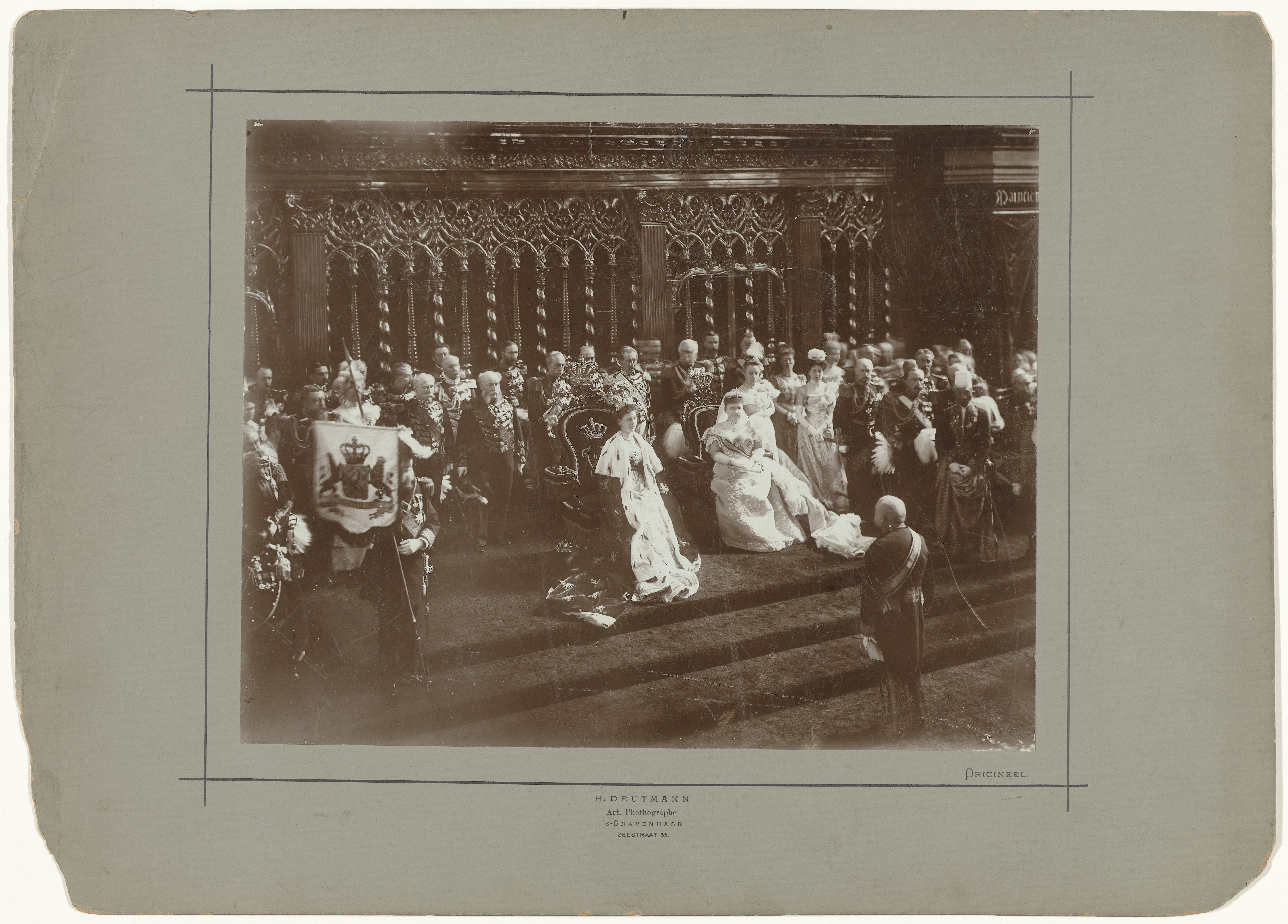
De inhuldiging van koningin Wilhelmina in de Nieuwe Kerk in Amsterdam
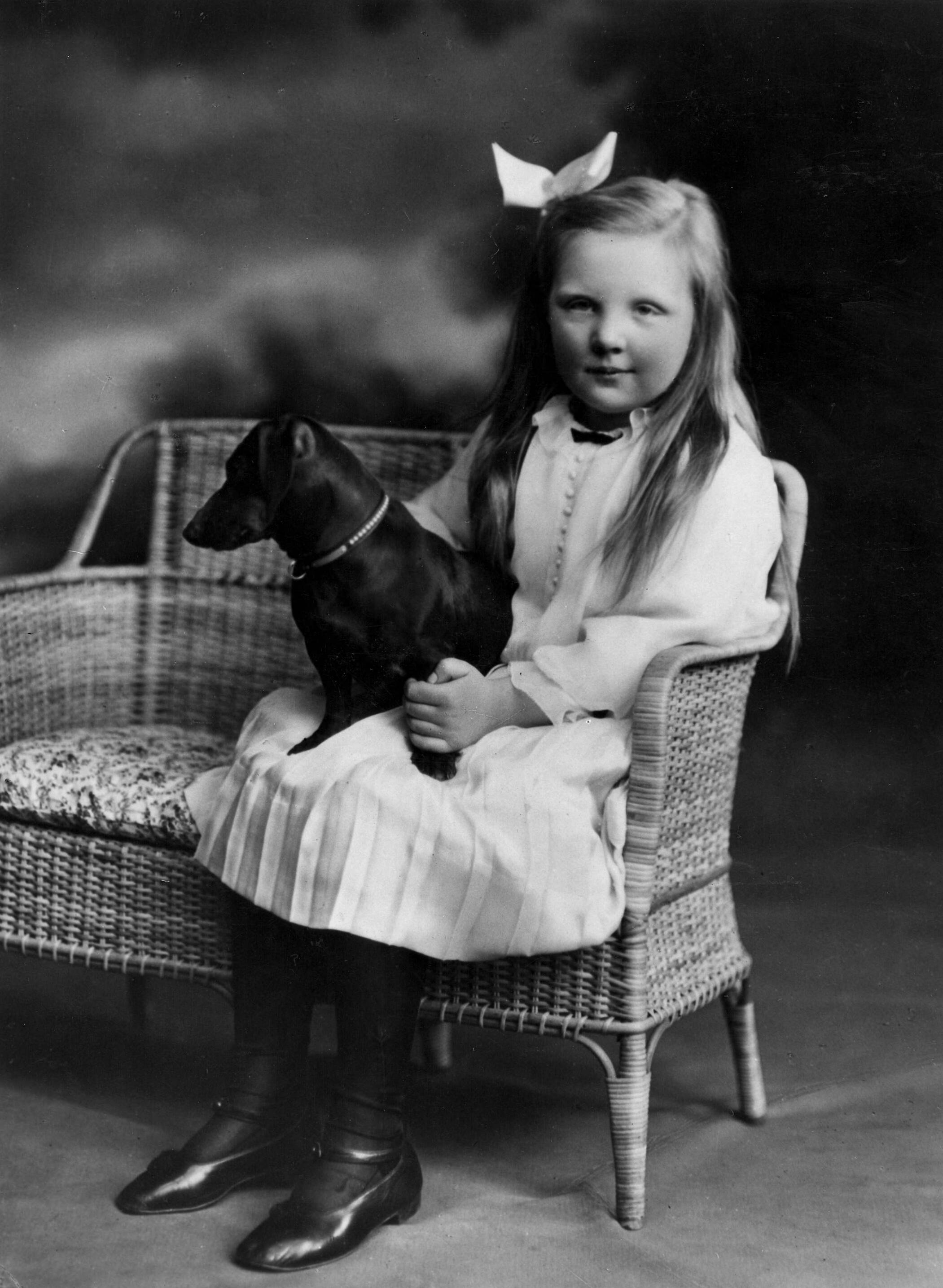
Juliana Helga
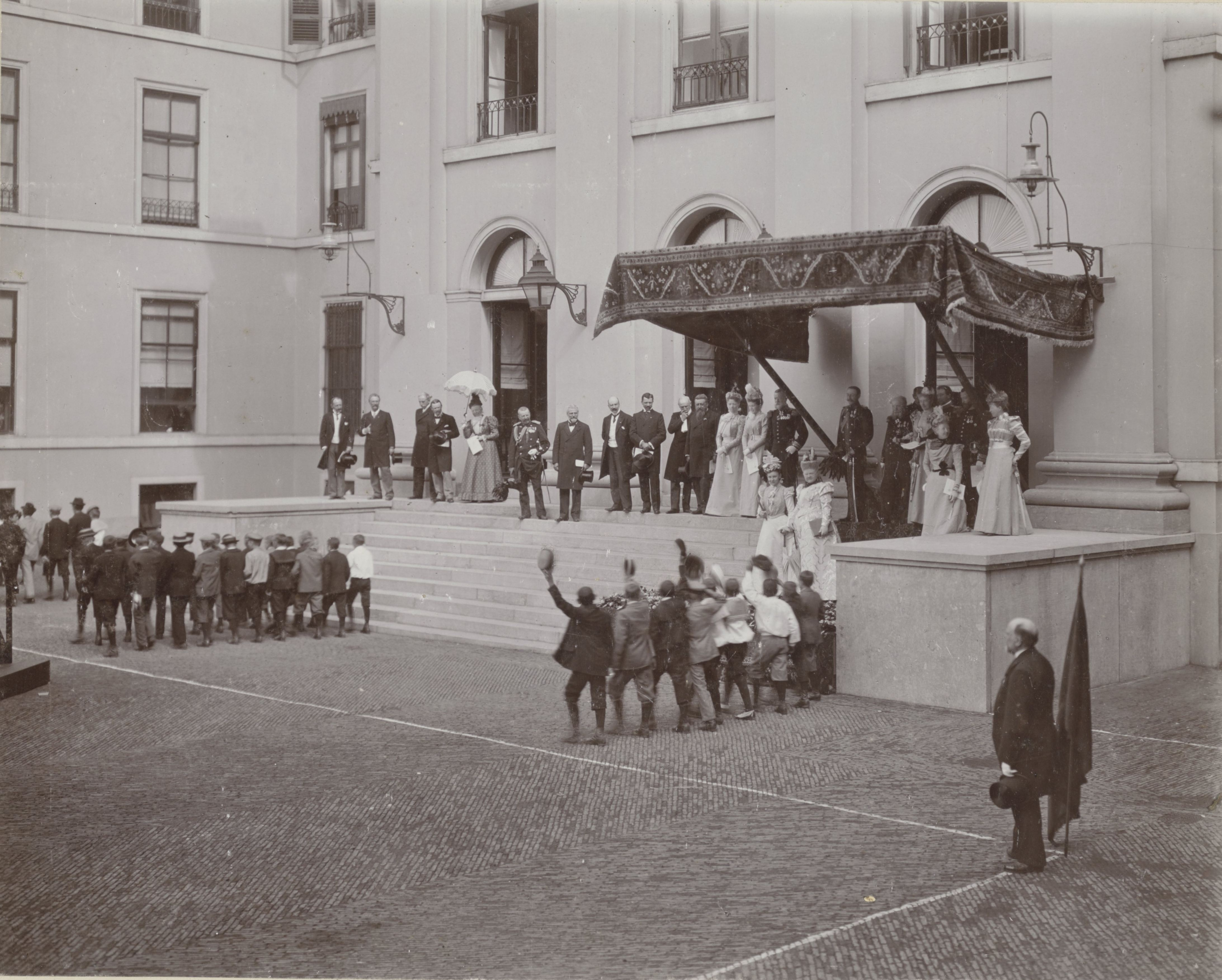
Koningin Wilhelmina en koninginmoeder Emma op paleistrap
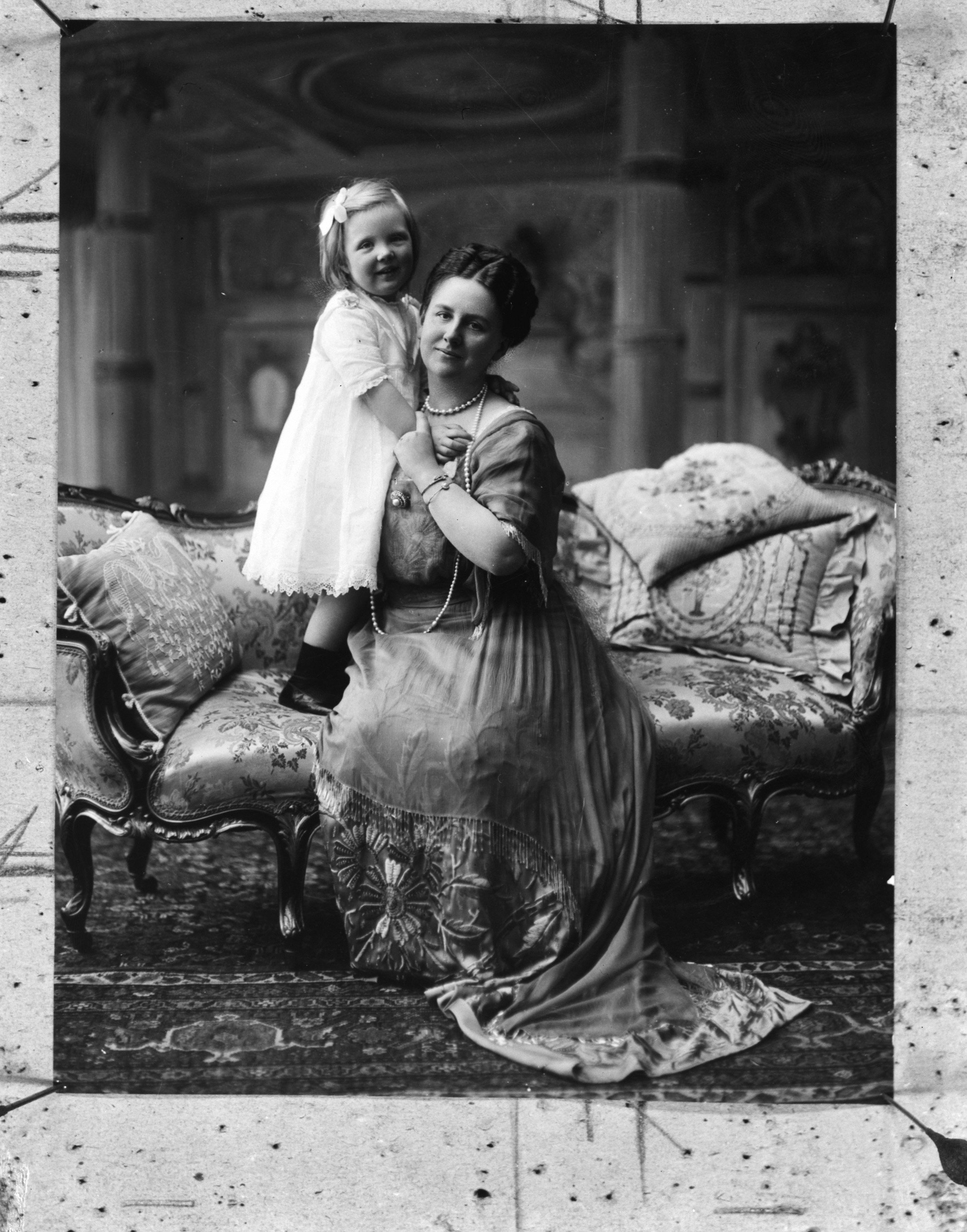
Koningin Wilhelmina met Prinses Juliana - op het Loo
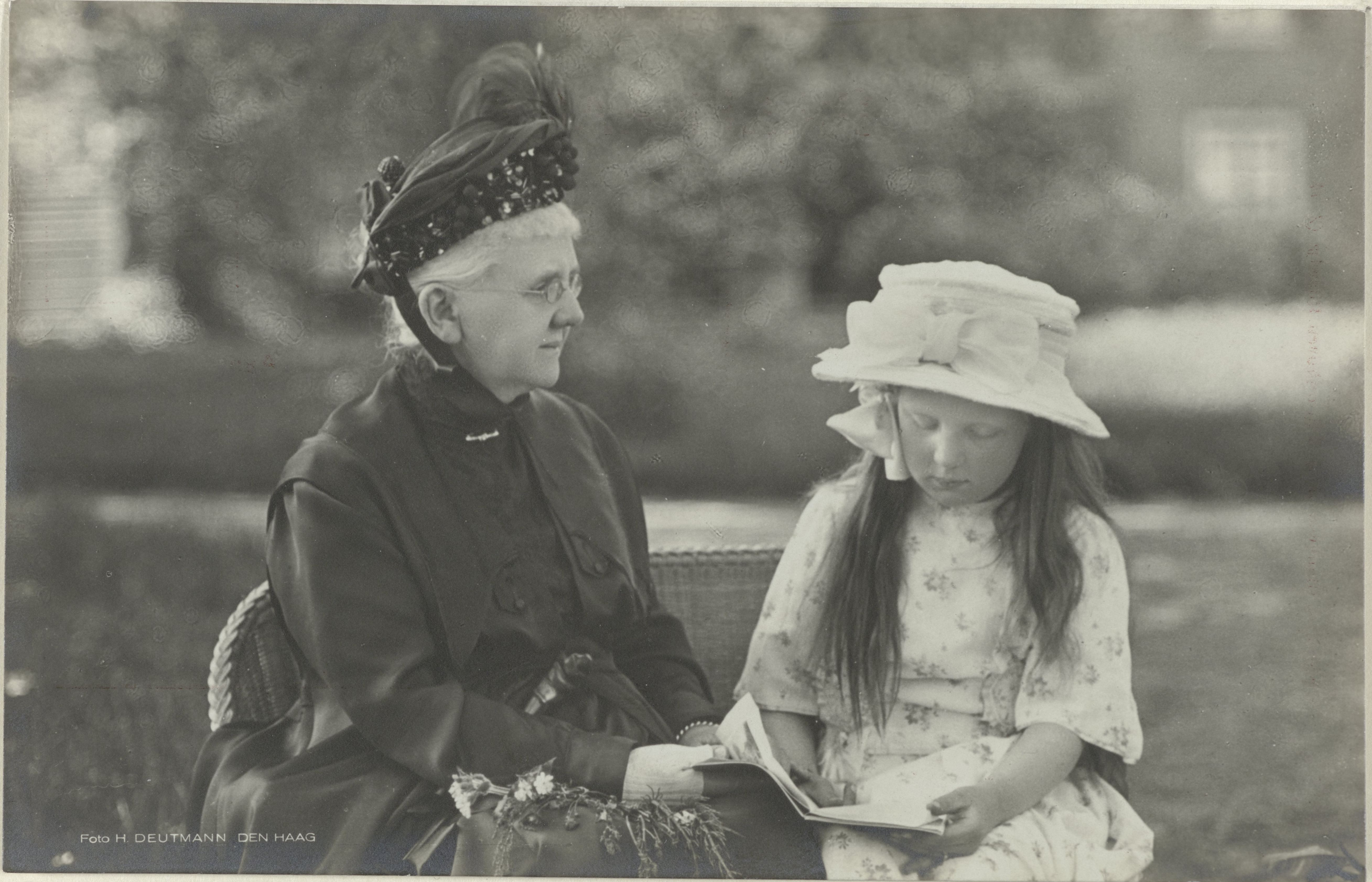
Portret van Emma en Juliana in de tuin van Paleis Soestdijk
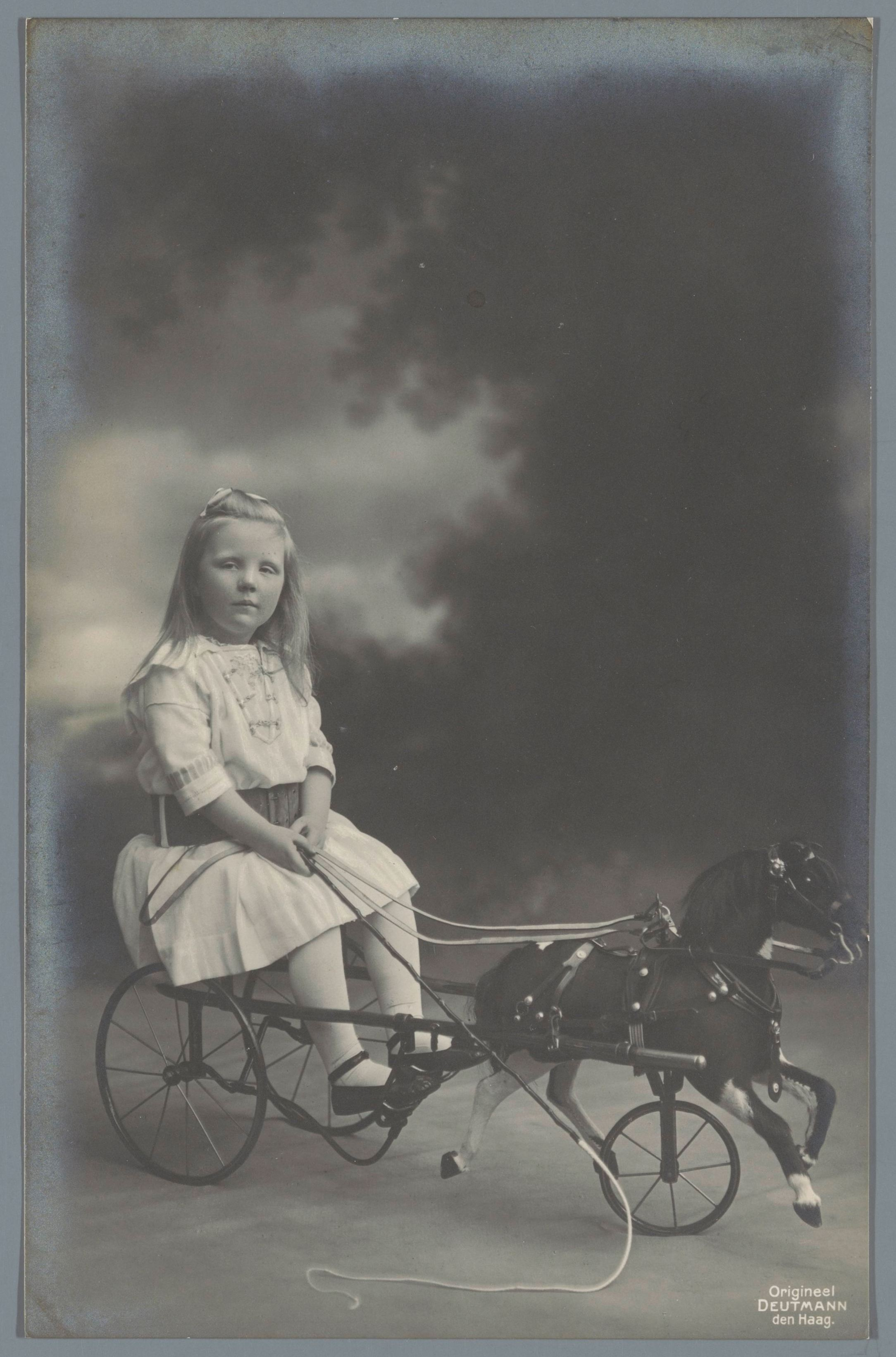
Portrét princezny Juliany